# Fizi
Cet article concerne la localité. Pour le territoire, voir Fizi (territoire).
Fizi est une localité, chef-lieu du territoire éponyme de la province du Sud-Kivu en république démocratique du Congo.

## Géographie
Elle est située sur la route nationale RN 5 à 248 km au sud du chef-lieu provincial Bukavu.

## Histoire
Le village de Fizi était la capitale de la République du Maquis de Fizi entre 1967 et 1986.

## Administration
Chef-lieu territorial de 12 933 électeurs recensés en 2018, elle a le statut de commune rurale de moins de 80 000 électeurs et  compte 7 conseillers municipaux en 2019.

## Population
Le recensement date de 1984,.
| 1984 | 2004   | 2012   |
| ---- | ------ | ------ |
| -    | 10 622 | 13 087 |